# Saint-Agnant-de-Versillat
Saint-Agnant-de-Versillat é uma comuna francesa na região administrativa da Nova Aquitânia, no departamento de Creuse. Estende-se por uma área de 50,46 km². Em 2010 a comuna tinha 1 118 habitantes (densidade: 22,2 hab./km²).